# Студеница Online
Студеница Online је информативни портал студеничког и ибарског краја, основан 12. септембра 2012. године, са седиштем у Краљеву. 
На почетку свог рада били су активни само на друштвеним мрежама да би након годину дана постојања прерасли у информативни блог. Слушајући потребе становништва студеничког и ибарског краја за свежим и брзим информацијама 2017. године Студеница Online прелази на комерцијални домен и постаје медијско јавно гласило.
Данас је препознатљив бренд и водећи извор информисања локалног становништва и људи пореклом из ових крајева као и један од лидера интернет информисања грађана овог дела Србије.
Значај и вредност портала, поред грађана, препознају и остали медији како локални тако и они са националним фреквенцијама, са којима је успостављена сарадња, тако да већина информација потиче из извора Студенице Online.